# Гривеста рибарка
Гривестата рибарка (Thalasseus sandvicensis) е птица от семейство Sternidae. Среща се и в България.

## Физически характеристики
Гривестата рибарка е бяла, с черна шапка на главата, и раздвоена опашка.

## Разпространение
Зимува в Средиземноморието, Източна Европа и Западна Африка.

## Начин на живот и хранене
Храни се с дребни, плуващи близо до повърхността риби, улавяни с пикиране от 5 – 10 m височина. Мигрира по двойки и на ята до около 50 птици от април до края на декември.

## Размножаване
Размножителният сезон започва през май, но птицата долита още през април.

## Допълнителни сведения
Гнезди в смесени колонии, на изкуствени острови или по диги и валове, използвани в солодобива. Гнездото представлява трапчинка в земята, без строителен материал.
В България има колония от рибарки на Поморийското езеро.